# Goleta
Goleta ist eine Stadt im Santa Barbara County im US-Bundesstaat Kalifornien mit 32.690 Einwohnern (Stand: 2020).
Das Stadtgebiet hat eine Größe von 68,3 km².

## Geschichte
Am 23. Februar 1942 fand nahe Goleta der erste Angriff der Japaner auf das amerikanische Festland statt.  Das Unterseeboot I-17 unter dem Kommando von Kapitän Nishino beschoss eine Ölraffinerie mit 13 Artilleriegranaten, richtete aber nur geringen Schaden an.

## Wirtschaft und Infrastruktur
In Goleta produzierte der amerikanische Automobilhersteller Clénet Coachworks zwischen 1976 und 1982 etwa 430 Fahrzeuge im Stil von Neo-Klassikern, die heute in der Automobilszene einige Berühmtheit erlangt haben.

### Universität
Angrenzend an Goleta befindet sich der Campus der University of California, Santa Barbara.

## Söhne und Töchter der Stadt
- Derrick Plourde (1971–2005), US-amerikanischer Schlagzeuger und Mitglied der Bands Lagwagon, The Ataris, Mad Caddies, Jaws, Rich Kids on LSD und Bad Astronaut
- Kiley Neushul (* 1993), Wasserballspielerin
- Jamie Neushul (* 1995), Wasserballspielerin
- Ryann Neushul (* 1999), Wasserballspielerin